# Osvaldo González Cardozo
Osvaldo González Cardozo (Resistencia, Argentina, 6 de febrero de 1944-Santiago, Chile, 18 de agosto de 2014) fue un futbolista profesional argentino, que jugaba de delantero.

## Trayectoria
Nacido en Resistencia, a sus 3 años su familia se trasladó hacia Buenos Aires. A los 14 años fue a probarse a las divisiones inferiores de Gimnasia y Esgrima La Plata, donde quedó. Fue compañero, entre otros, de Hugo Carballo, Jorge Spedaletti y Fernando Cavalleri.
Tras debutar con el primer equipo del lobo, luego de discrepancias con el presidente del equipo por la renovación de su contrato, es enviado a jugar a Lota Schwager de la entonces Segunda División Chilena. Participó en el primer partido profesional del equipo de Coronel. Para la temporada siguiente, pasa a Ñublense de la misma división. Tras destacadas campañas, en 1969 pega el salto a la Primera División, fichando por Green Cross-Temuco. En esa misma temporada, el equipo pije tuvo una destacada participación, terminando en el tercer lugar. Luego de dos temporadas, y tras rumores que lo vincularon a equipos como Universidad de Chile, Colo-Colo, Universidad Católica, Deportes Concepción, Huachipato y hasta el Real Zaragoza español, es finalmente Unión Española quien se hace con sus servicios.
En el equipo hispano juega por tres temporadas, logrando el campeonato de Primera División de 1973, siendo dirigido por Luis Santibáñez. Luego de la Copa Libertadores 1974, pasa a defender los colores de Deportes Concepción. Sus dos últimos años como profesional los pasó en Palestino y Aviación, retirándose a fines de la temporada 1976 debido a una lesión a los meniscos.
Tras el retiro, se avecindó en Santiago, en donde por un tiempo se desempeñó como vendedor de artículos de cuero en la curtiembre de Abel Alonso. Falleció en Santiago el 18 de agosto de 2014.

## Clubes
| Club                        | País      | Año       |
| --------------------------- | --------- | --------- |
| Gimnasia y Esgrima La Plata | Argentina | 1963-1966 |
| Lota Schwager               | Chile     | 1966      |
| Ñublense                    | Chile     | 1967-1968 |
| Green Cross-Temuco          | Chile     | 1969-1970 |
| Unión Española              | Chile     | 1971-1974 |
| Deportes Concepción         | Chile     | 1974      |
| Palestino                   | Chile     | 1975      |
| Aviación                    | Chile     | 1976      |

## Palmarés

### Campeonatos nacionales
| Título           | Club           | País  | Año  |
| ---------------- | -------------- | ----- | ---- |
| Primera División | Unión Española | Chile | 1973 |